# Корчинський Василь Леонтійович
Корчинський Василь Леонтійович (1 січня 1955, с. Вовчок Бершадського району Вінницької області) — український художник, графік, майстер витинанки. Член Національної спілки художників України (1993).

## Освіта
Іще до вступу в інститут навчався в студії при будинку культури заводу Більшовик у Григорія Яковича Хусіда, а пізніше у Галини Олександрівни Зубченко, які значною мірою вплинули на подальшу творчу долю та мистецький розвиток художника.
У 1988 р. закінчив Український поліграфічний інститут ім. І. Федорова за спеціальністю Художник-графік, художнє оформлення друкованої продукції. Викладачами зі спеціальності були: Борис Валуєнко, Федір Глущук, Олександр Мікловда та Аркадій Нечипоренко. Дипломна робота — ілюстрації до повісті  Михайла Коцюбинського Тіні забутих предків стала першим визначним досягненням у техніці витинанки.

## Творчість
Художник працює у різноманітних техніках, серед яких провідні озиції займають графіка, живопис та витинанка. Активний учасник мистецьких гуртів «Чарунка Поділля» та «Світовид».
В його доробку серії графічних робіт: «Сільське життя» (авторська техніка), «Українські народні пісні» присвячено українському співакові Івану Козловському (витинанки), «Мій Київ» (мішана техніка);
малярські твори: «Чумацький шлях», «Благодать», «Скіфський степ», «До храму», «Господарі», «Над берегами вічності».
Твори були представлені на 17 персональних виставках, а також регіональних та республіканських.
За графічні серії робіт — двічі удостоєний премій Георгія Якутовича.

## Публікації
Автор мистецтвознавчих статей, які були опубліковані у журналах Артанія та Міжнародний туризм, одна з яких про відому мисткиню-монументалістку Галину Олександрівну Зубченко.